# Isogamus lineatus
Isogamus lineatus là một loài Trichoptera trong họ Limnephilidae. Chúng phân bố ở miền Cổ bắc.